# Giovanni dalle Bande Nere

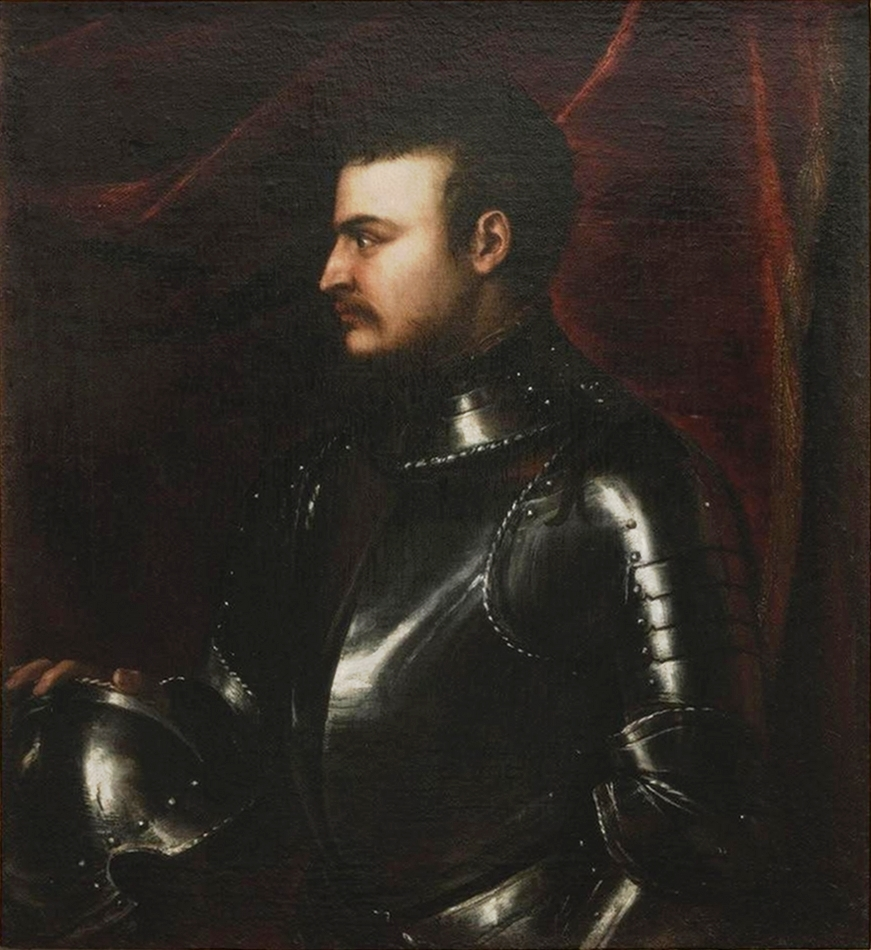
Giovanni dalle Bande Nere (posthumes Porträt von 1545, nach der Totenmaske)

Giovanni de’ Medici, genannt Giovanni dalle Bande Nere, auch delle Bande Nere (* 6. April 1498 in Forlì; † 30. November 1526 in Mantua), war ein italienischer Condottiere.

## Kindheit und Jugend
Giovanni de’ Medici wurde am 6. April 1498 in Forlì als Sohn von Giovanni il Popolano aus der jüngeren Linie der Medici und der Gräfin von Forlì, Caterina Sforza, geboren. Sein Vater ließ ihn auf den Namen Ludovico taufen, zu Ehren von Ludovico il Moro, dem Herzog von Mailand. Doch nur wenige Monate nach der Geburt seines Sohnes verstarb der Vater, und Catarina benannte ihren Sohn um in Giovanni.
Giovanni verbrachte seine Kindheit in einem Kloster, da seine Mutter dorthin von Cesare Borgia verbannt worden war. Nach dem Tod seiner Mutter, als Giovanni elf Jahre alt war, übergab seine Patin ihn in die Obhut des Kanonikus Francesco Fortunati sowie des überaus reichen Florentiners Jacopo Salviati, der Gatte der Lucrezia de’ Medici und damit Schwiegersohn Lorenzos des Prächtigen war. Jacopo Salviati war oft gezwungen, mit seinem Namen und Vermögen für die zahlreichen Streiche des Jungen einzustehen, aber 1511 konnte er nicht verhindern, dass der Junge ein Jahr lang aus der Stadt verbannt wurde, nachdem er bei einer Prügelei zwischen Jugendbanden einen Gleichaltrigen erschlagen hatte.
1513 folgte er Salviati nach Rom, nachdem dieser als Gesandter an den Hof des Papstes Leo X. geschickt worden war. Dank seiner familiären Beziehungen zum Papst wurde er in die päpstliche Garde aufgenommen. Am 17. November 1516 heiratete Giovanni die Tochter Maria (1499–1543) seines früheren Paten Salviati. Das Paar hatte einen Sohn, Cosimo I. de’ Medici (1519–1574), den späteren ersten Großherzog der Toskana.

## Im Kriegsdienst des Papstes

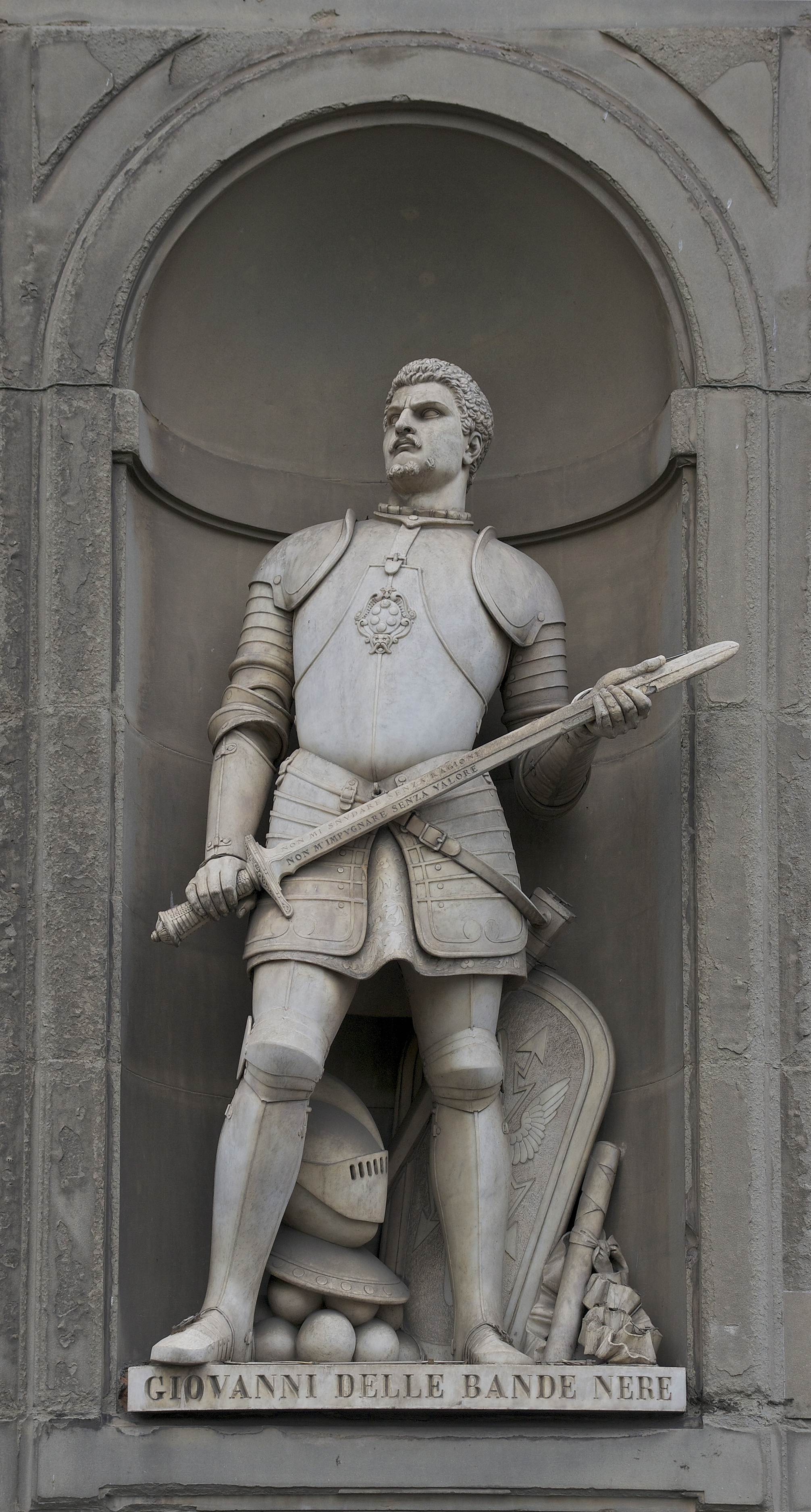
Giovanni dalle Bande Nere in den Uffizien

Seine Feuertaufe als päpstlicher Soldat hatte Giovanni am 5. März 1516 im Krieg gegen den Herzog von Urbino, Francesco Maria I. della Rovere. Nach nur 22 Tagen musste della Rovere die Waffen strecken, während es Giovanni gelungen war, aus den undisziplinierten und ungehobelten Söldnern seiner Kompanie eine geordnete und befehlstreue Einheit zu bilden. Da er den offensichtlichen Niedergang der gepanzerten Ritter erkannt hatte, rüstete Giovanni seine Kompanie um, beschaffte schnellere und leichtere Pferde und bildete seine Truppe als eine Vorhut- oder Vorauseinheit aus, deren Hauptschlagkraft in ihrer Beweglichkeit und ihrem Angriffsgeist bestand. Neue Rekruten mussten ein gesondertes Training durchlaufen, häufig von Giovanni selbst geleitet. Verräter ließ er gnadenlos hinrichten. So gelang es Giovanni, seine Truppe zu einer festen Kampfgemeinschaft zusammenzuschweißen. 1517 kämpfte er erneut um Urbino, 1520 warf er einige Rebellenaufstände nieder, darunter auch den des Ludovico Uffreducci, der im Gefecht bei Falerone unterlag.
1521 verbündete sich Papst Leo X. mit Kaiser Karl V. gegen Franz I. von Frankreich, um die Sforza wieder als Herzöge von Mailand einzusetzen und Parma und Piacenza von der französischen Besetzung zu befreien. Giovanni unterstand nun dem Befehl von Prospero Colonna. Im November nahm er an der Schlacht bei Vaprio d’Adda teil, durchquerte den von den Franzosen beherrschten Fluss und schlug diese in die Flucht. Damit öffnete er den Weg nach Pavia, Mailand, Parma und Piacenza.
Als Papst Leo X. am 1. Dezember 1521 starb, befahl Giovanni seinen Kriegern, zum Zeichen der Trauer die weiß-lila Standarten schwarz zu färben. Das machte ihn zum Giovanni dalle Bande Nere, der „Giovanni der schwarzen Bänder“.
Anfang 1522 trat er in französische Dienste, nachdem Hadrian VI. neuer Papst geworden war, und wurde in der Schlacht bei Bicocca verwundet. Nach dem Rückzug der Franzosen aus Italien wechselte er in die Dienste des neuen Herzogs von Mailand Francesco II. Sforza. Ab August 1523 diente Giovanni in der kaiserlichen Armee. Im Januar 1524 führte er bei Nacht einen Angriff auf das französische Lager durch und setzte es in Brand, woraufhin der im Schlaf überraschte Gegner die Flucht ergriff und 300 Gefangene in Giovannis Hand fielen. Danach griff er die schweizerischen Reisläufer an, eine Elitetruppe, die aus dem Veltlin heraneilte, um den Franzosen zu Hilfe zu kommen; Giovanni schlug sie bei Caprino Bergamasco und zwang so die Franzosen dazu, Italien zu verlassen.
Inzwischen herrschte in Rom Papst Clemens VII., ein Cousin Leos X. und Verwandter seines Vaters. Der neue Papst beglich alle Schulden Giovannis, wies ihn jedoch an, auf die Seite der Franzosen zu wechseln. Das geschah, als 1524 Franz I. erneut in Italien einfiel, die Lombardei besetzte, Pavia belagerte und nach seiner Niederlage in Gefangenschaft geriet.
Giovannis Kompanie nahm an der Schlacht nicht teil. In einem Scharmützel am 18. Februar 1525 wurde Giovanni durch eine Büchsenkugel verwundet und nach Piacenza, später jedoch aufgrund der Schwere der Verletzung nach Venedig gebracht, wo er sich nach seiner Genesung in den Dienst der Serenissima stellte.
Nachdem Franz I., seit April 1526 wieder auf freiem Fuß, erneut ein Bündnis mit dem Papst gegen den Kaiser schloss (Krieg der Liga von Cognac), erteilte Clemens VII. Giovanni den Oberbefehl über die päpstlichen Truppen. Als am 6. Juli Francesco della Rovere an der Spitze der päpstlichen Truppen Mailand verließ, erhielt Giovanni den Auftrag, sich zurückzuziehen. Entgegen seiner Order griff er die feindliche Nachhut am Zusammenfluss von Mincio und Po an und schlug die Landsknechte unter Georg von Frundsberg zurück.

## Verwundung und Tod
Am Abend des 25. November 1526 wurde Giovanni dalle Bande Nere in der Nähe von Governolo durch den Schuss eines Falkonetts schwer verwundet und nach San Niccolò Po gebracht, wo seine Kameraden jedoch keinen Arzt fanden. Daraufhin schaffte man ihn nach Mantua in den Palazzo von Luigi Alessandro Gonzaga, Herr über Castel Goffredo, wo ihm der Chirurg Abramo, der ihn bereits im Vorjahr gerettet hatte, das Bein amputieren musste. Während die Auswertung einer Exhumierung im Jahre 2012 ergab, dass nur der Fuß amputiert wurde, wurde laut einer Untersuchung durch Gino Fornaciari der Fuß richtig oberhalb der Wunde amputiert. Der Tod ist auf das gebildete Gangrän zurückzuführen. Giovanni starb am 30. November 1526 und wurde mit Waffen und Rüstung in der Kirche San Francesco in Mantua bestattet.
Die von ihm geführte Bande Nere verblieb im Dienste erst des Papstes, später von Florenz, bis zur Niederlage nach der Belagerung von Neapel 1529.
Giovanni gilt heute als der letzte große italienische Condottiere. Bereits von seinen Zeitgenossen als italienischer Nationalheld verehrt, traute ihm Niccolò Machiavelli gar zu, aufgrund seines Charismas zum Einiger Italiens werden zu können.
Das Andenken an Giovanni als Nationalheld wurde insbesondere von seinem Sohn Cosimo de Medici gefördert, der davon politisch profitierte.

## Verfilmungen
- 1911: Giovanni dalle bande nere, Regie: Mario Caserini
- 1937: Condottieri auch Giovanni dalle Bande Nere, Regie: Luis Trenker und Werner Klingler
- 1950: I condottieri, Giovanni delle bande nere, Regie: Luis Trenker
- 1956: Die schwarzen Ritter von Borgoforte auch Giovanni dalle bande nere, Regie: Sergio Grieco
- 2001: Der Medici-Krieger (Il mestiere delle armi), Regie: Ermanno Olmi